# Кіровоград (аеропорт)
Аеропорт «Кіровоград» (кол. назва: КП «Аеропорт Кіровоград») — цивільний аеропорт у місті Кропивницький, використання якого у 1990-2000-і є обмеженим.
Розташований за адресою: вул. Короленка, 1-а, м. Кропивницький (Кіровоградська область) 25015, Україна.

## Опис
Аеропорт у м. Кропивницький відповідає 3-й категорії ІКАО.
Аеропорт здатний приймати літаки класу Як-40, Ан-24. Одна з двох злітно-посадкових смуг (1300 м) є діючою. Перспективною є друга смуга завдовжки 1300 м (проектна довжина — 2000 м). Необхідні інвестиційні ресурси для добудови злітної смуги, що дозволить приймати літаки з більшою злітною масою.
На території аеропорту розташовані відділення Льотної академії Національного Авіаційного Університету, місцевої комерційної авіакомпанії УРГА, низка підприємств торговельного і туристичного спрямування.

## З історії аеропорту
У часи найбільшого розквіту (1-а пол. 1980-х рр.) аеропорт Кіровоград приймав та відправляв триста тисяч пасажирів на рік, щодня було кілька десятків рейсів — літали на Київ, Москву, Ленінград, Ригу, навіть в обласні центри України та в райони області; у небі одночасно цілодобово перебувало до 10 літаків.
Економічна криза 1990-х болюче вдарила по підприємству, яке так і не відновило дотепер свою діяльність. Перебуваючи на балансі міського бюджету, аеропорт для міста був збитковим, саме тому навесні 2008 року було ухвалено рішення про його приватизацію. Насправді ж у приватних руках уже давно перебувають окремі ділянки колишньої території аеропорту і землі навколо злітної смуги (за СРСР площа підприємства становила 25 га, тепер залишилось тільки 19) і, головне, приміщення аеровокзалу — саме для попередження подальшого розподілу і руйнації аеропорту, адже жоден з інвестиційних проектів не передбачав цільове використання підприємства, Кіровоградська обласна рада того ж 2008 року ухвалила рішення забрати землі аеропорту із комунальної власності і передати їх на баланс Льотної академії Національного Авіаційного Університету.

## Відновлення діяльності
На даний час аеропорт вживає заходів щодо відновлення статусу міжнародного. Для цього, зокрема, відновлено світлосигнальну систему для посадки за умов поганої видимості та частково проведено роботи з встановлення загороджувального периметру.
Найскладнішим питанням, яке необхідно вирішити, є капітальний ремонт та подовження недіючої ЗПС, для розширення можливостей аеродрому по прийому літаків іноземного виробництва.

## Виноски
1. ↑  Кіровоградський регіон // з інформації про Україну на Офіційний сайт Посольства України в Сполучених Штатах Америки
2. ↑  аеропорт «Кіровоград» [Архівовано 30 червня 2009 у Wayback Machine.] // профайл на www.aviapages.ru Сайт, присвячений авіасполученню в Росії та країнах СНД [Архівовано 13 липня 2009 у Wayback Machine.] (рос.)
3. 1 2  Аеропорт «Кіровоград» на «Канал Кіровоград», міський вебпортал [Архівовано 27 червня 2009 у Wayback Machine.]
4. ↑  Влада Кіровограда планує виставити на продаж місцевий аеропорт [Архівовано 13 травня 2013 у Wayback Machine.] // повідомл. за 10 квітня 2008 року на Російське інформагентство «Новий регіон»[недоступне посилання з липня 2019] (рос.)
5. ↑  Купюр, Без (31 грудня 2020). У Кропивницькому відновили й сертифікували світлосигнальну систему аеродрому | Без Купюр — Новини Кропивницького і Кіровоградщини. Без Купюр (укр.). Архів оригіналу за 20 квітня 2021. Процитовано 25 квітня 2022.

## Джерело
- аеропорт «Кіровоград» — актуальні телефони та адреса [Архівовано 15 жовтня 2012 у Wayback Machine.] // профайл на www.kirkat.com.ua Міський довідковий портал Кропивницького [Архівовано 16 червня 2012 у Wayback Machine.] (рос.)
- Параметри Аеродромів України (20.01.2017)
- Кузьменко назвав «казками» відбудову злітної смуги аеропорту у Кропивницькому [Архівовано 13 січня 2020 у Wayback Machine.] // Без Купюр 10.06.2019